# Dmitri Narkissowitsch Mamin-Sibirjak

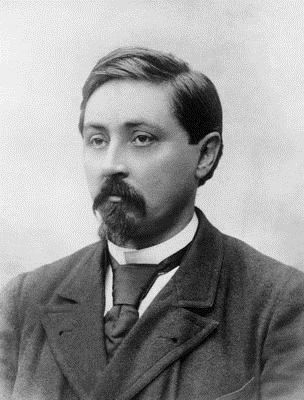
Dmitri Mamin-Sibirjak

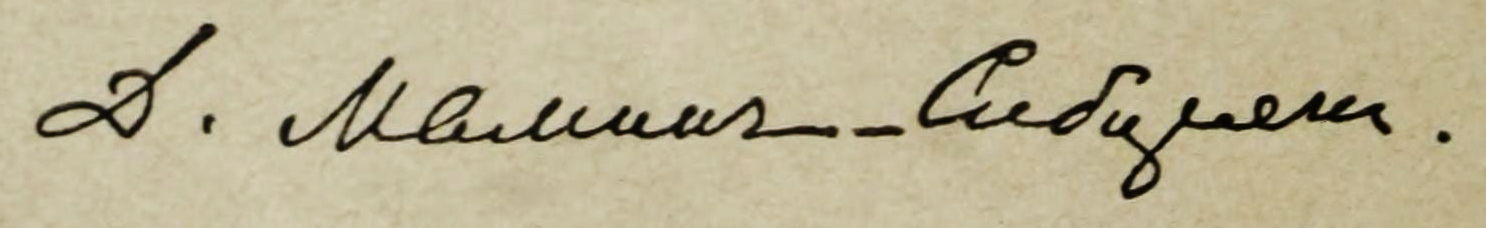
Signatur von Dmitri Mamin-Sibirjak

Dmitri Narkissowitsch Mamin-Sibirjak (russisch Дмитрий Наркисович Мамин-Сибиряк, ursprünglich Dmitri Narkissowitsch Mamin; * 25. Oktoberjul. / 6. November 1852greg. in Wisim, Gouvernement Perm; † 2. Novemberjul. / 15. November 1912greg. in Sankt Petersburg) war ein russischer Schriftsteller, der als Vertreter des Naturalismus bekannt für Novellen und Erzählungen war, die das ländliche Leben im Ural darstellten.

## Leben
Mamin-Sibirjak wurde in Wisim im Werchnoturski Ujesd im Gouvernement Perm als Sohn eines Arbeiterpfarrers geboren. Er wurde zunächst zu Hause erzogen, hatte dann Unterricht in der Schule von Wisim, die von Arbeiterkindern besucht wurde. 1866–1868 besuchte er theologische Seminar in Jekaterinburg und bis 1872 das theologische Seminar in Perm. Danach studierte er an der Veterinär-Abteilung der Medizinischen Akademie von Sankt Petersburg. 1876 wechselte er, ohne die Akademie-Ausbildung beendet zu haben, an die Juristische Fakultät der Staatlichen Universität Sankt Petersburg, wo er ein Jahr studierte, um es dann aus gesundheitlichen (eine beginnende Tuberkulose) und finanziellen Gründen abzubrechen. In seinem autobiografischen Roman Čerty is žizni Pepko (1894, dt. Züge aus dem Leben Pepkos – nicht übersetzt) drückt er die Mutlosigkeit in dieser Zeit aus.
Im Sommer 1877 kehrte er zu seiner Familie in den Ural zurück. Als sein Vater im folgenden Jahr starb, lastete die Verantwortung für die Familie auf Mamin-Sibirjak. Um Arbeit zu finden, zog er mit seinen Geschwistern nach Jekaterinburg; dort heiratete er Maria Alexejewa, die auch seine literarische Beraterin wurde. In dieser Zeit unternahm er zahlreiche Reisen in der Uralregion und untersuchte dessen Geschichte, Wirtschaft, Volkskunde und Alltagsleben, um sich ab Anfang der 1880er-Jahre mit seiner literarischen Arbeit zu beschäftigen.
Im Jahr 1890 trennte er sich von seiner ersten Frau und heiratete die Schauspielerin M. Abramowa, die am Dramatischen Theater von Jekaterinburg arbeitete, und zog nach St. Petersburg. Abramowa starb im Jahr darauf und hinterließ eine kränkliche Tochter, Aljona.

## Wirken
Mamin-Sibirjak veröffentlichte eine Reihe von Reiseskizzen (1881/82), die in der Moskauer Zeitung Russkije Wedomosti erschienen, weitere Geschichten erschienen in der Zeitschrift Delo, meist unter dem Pseudonym D. Sibirjak (dt. D. Sibirier). Dazu gehörte Ot Urala do Moskwy (1882/83, dt. Vom Ural nach Moskau, nicht übersetzt). Sein erstes größeres literarisches Werk war Die Priwalowschen Millionen (Priwalowskije milliony, Приваловские миллионы, 1883), das in Fortsetzungen in Delo erschien. Seine Novelle Das Bergnest (Горное гнездо, 1884), die in der Zeitschrift Otetschestwennye Sapiski erschien, festigte Mamin-Sibirjaks Ruf als Realist.
Bei wiederholten Reisen in die russische Hauptstadt (1881/82, 1885/86) intensivierte Mamin-Sibirjak seine literarischen Kontakte; dabei lernte er Anton Tschechow, Gleb Uspenski, Wladimir Korolenko, Friedrich Fiedler und andere Schriftsteller kennen. In dieser Zeit schrieb er zahlreiche Kurzgeschichten und Skizzen. Von 1899 bis zu seinem Tod gehörte er der literarischen Gruppe Sreda und dem Verlag Znanie an, der von dem befreundeten Sreda-Mitglied Maxim Gorki betrieben wurde.
Seine letzten größeren literarische Werke waren die Novellen Черты из жизни Пепко (Züge aus dem Leben von Pepko, 1894), Падающие звезды (Fallende Sterne, 1899) und die Erzählung Mumma (1907). In seinen Novellen und Erzählungen porträtierte er das Leben im Ural und in Sibirien der Reformjahre im zaristischen Russland, er beschrieb den Zusammenprall von archaischer Vergangenheit mit der modernen industriellen Zukunft. Mamin-Sibirjak war ein zu seiner Zeit viel gelesener, wenn auch nicht so hoch geschätzter Autor wie Dostojewski, Tolstoi und Tschechow. „Mamin beschreibt seine Welt als analytisch ausgebildeter Wissenschaftler und Schriftsteller naturalistischer Prägung, also ohne Partei zu ergreifen, geschweige denn eine ideologische Position zu beziehen.“. Er schrieb auch einige Kinderbücher.

„Das naturalistische Vorgehen zeigte sich bei Mamin-Sibirjak zuerst in der überaus genauen, fast malerischen Oberflächenwiedergabe, dann in der Neigung zum biologischen Motivieren des Geschehens. Er bot Einblick in Geschäftspraktiken und Defraudantentum der Unternehmer, aber auch in hoffnungsvolle Versuche, moderne Formen von Produktion und Handel aufzubauen.“

## Publikationen (Auswahl)

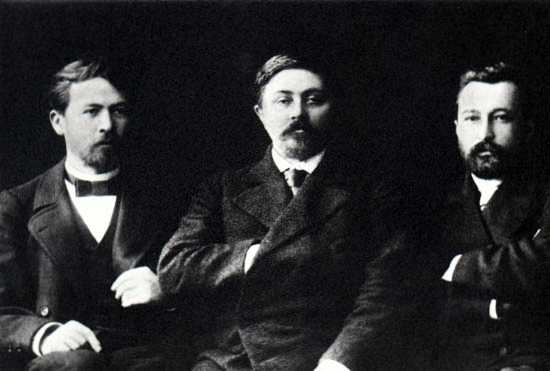
Tschechow, Dmitri Mamin-Sibirjak (Mitte) und Ignati Potapenko, um 1894/96

### Werke
- Priwalowskije milliony (Приваловские миллионы, 1883)
- Boizy (Бойцы, 1883, dt. Krieger – nicht übersetzt)
- Gornoje gnesdo (Горное гнездо, 1884, dt. Titel Das Bergnest)
- Dikoje stschastje (Дикое счастье, 1884, dt. Wildes Glück – nicht übersetzt)
- Na ulize (1886, dt. Auf der Straße – nicht übersetzt)
- Tri konza (Три конца, 1890, dt. Drei Enden – nicht übersetzt)
- Uralskije rasskasy (Уральские рассказы, 1888/89, dt. Titel Die Begegnung – Erzählungen aus dem Ural)
- Soloto (Золото, 1892, dt. Titel Gold)
- Ochoniny browi (Охонины брови, 1892, dt. Die Ochoninschen Augenbrauen – nicht übersetzt)
- Chleb (Хлеб, 1895, dt. Titel Korn)
- Okolo gospod (1900, dt. Um die Herren herum – nicht übersetzt)

### Übersetzungen
- Korn. Hamburg – Berlin: Robert Mölich, 1946
- Die weiße Stute und zwei weitere Erzählungen.  Berlin: Verlag Kultur und Fortschritt, Kleine Jugendreihe, 1956
- Gold. Roman. Deutsch von Anne Bock. (Nachwort: Kurt Friedlaender). Zürich: Manesse Verlag, 1956
- Das Bergnest. Aus d. Russ. übers. von Hertha von Schulz. Berlin: Rütten u. Loening, 1958
- Geschichten aus dem Ural. München: Goldmann, 1959
- Langohr der tapfere Hase. Die kleinen Trompeterbücher Band 35. Berlin: Kinderbuchverlag Berlin, 1962
- Märchen für Aljonuschka. Illustrationen Maria Mackiewicz-Adamus. Berlin: Kinderbuchverlag, 1968
- Das Märchen vom tapferen Hasen. Illustrationen von Kaisa Puustak.  Tallinn: Eesti Raamat, 1976
- Die Begegnung – Erzählungen aus dem Ural. Leipzig: Verlag Philipp Reclam jun., 1984
- Die Priwalowschen Millionen.  Übertragung aus dem Russischen und Nachwort von Bruno Goetz. Zürich: Manesse, 1984. ISBN 978-3-7175-8034-8